# Alego Akomi
Alego Akomi (arabisch أليغو أكومي) ist ein ehemaliger sudanesischer Boxer.
Er trat bei den Olympischen Sommerspielen 1984 in München an. Im Halfliegengewichtsturnier schied er in seinem Erstrundenkampf gegen John Lyon aus.